# Emmanuel Cerda
Emmanuel Cerda Martínez (San Luis Potosí, 27 gennaio 1987) è un ex calciatore messicano, di ruolo attaccante.

## Carriera

### Club
Ha giocato nella massima serie dei campionati messicano e peruviano.

### Nazionale
Nel 2007 ha giocato una partita con la nazionale messicana.